# 方辉橄榄岩
方輝橄欖岩（英語：Harzburgite）是一種超基性火成岩，主要由橄欖石和低鈣顽火辉石組成；其礦物名稱以產地德國哈爾茨山脈而命名。通常含有少量富鉻尖晶石。含石榴石的方輝橄欖岩不太常見，通常產於金伯利岩中的捕虜岩。
方輝橄欖岩通常從更富含輝石的二輝橄欖岩中經由提取部分熔融而形成。從方輝橄欖岩中提取的部分熔融岩漿，噴發到地表可以形成玄武岩。如果方輝橄欖岩繼續進行部分熔融，則可能會從中提取所有輝石以形成岩漿，留下為貧輝石橄欖岩形成純橄欖岩（dunite）。在大陸地殼深處的大型岩漿房中，方輝橄欖岩和低鈣輝石也可積累而形成「層狀侵入體」。

## 產狀
方輝橄欖岩是蛇綠岩套中最常見的橄欖岩品種，蛇綠岩套是大洋地殼和下伏海洋地幔的碎片，在與大陸地殼碰撞過程中被逆沖和暴露倒地表。在塞浦路斯的特羅多斯蛇綠岩套、阿曼的塞梅爾蛇綠岩套、加利福尼亞的海岸山脈蛇綠岩套和紐芬蘭的島嶼灣蛇綠岩套，都含有大量的方輝橄欖岩。
阿爾卑斯型橄欖岩地塊中也有方輝橄欖岩的分佈， 這些地塊多由二輝橄欖岩組成。 高山或造山二輝橄欖岩代表大陸板塊在碰撞期間暴露到地表的大陸板塊地下的地幔岩石圈。 此種造山帶的二輝橄欖岩地塊產地括法國的 Lherz 地塊（比利牛斯山脈）、意大利北部的 Lanzo 地塊和日本的 Horoman 地塊。
在一些金伯利岩的中的捕虏岩也發現有含石榴石的方輝橄欖岩，這些金伯利岩多屬太古宙或古元古代的大陸克拉通。 這些克拉通下的地幔岩石圈特別厚（達 200 公里或以上）且溫度低。 與大多數蛇綠岩套的方輝橄欖岩相比，石榴石方輝橄欖岩的玄武岩成分較多。。
火成堆積岩型的方輝橄欖岩多產於大型的層狀火成岩侵入體。 在地球表面，從玄武岩岩漿結晶出來的礦物包含：橄欖石、斜長石和輝石（一種高鈣輝石）。 低 Ca 輝石只能在低壓下與橄欖石共存於富含 MgO 和 SiO2（硼酸鹽）的岩漿中。 在大於 5 千巴（0.5 GPa，或 5000 倍大氣壓）的壓力下，橄欖石和低 Ca 輝石（頑火輝石或古銅輝石(bronzite)）也能從普通玄武岩岩漿中結晶出來形成方輝橄欖岩。 這種產狀很普遍，尤其在元古代時期，由大型玄武岩岩漿侵入大陸地殼下部形成的岩床。 例如在美國蒙大拿州斯蒂爾沃特以及南非的Bushveld 火成岩雜岩，都是大型層狀侵入岩.